# 早安美芝城
早安美芝城是美芝城實業的一個以早餐為主要營業項目的連鎖餐飲品牌，總部位於臺南市。

## 歷史沿革
1983年：時值許多國外餐飲品牌來到台灣進駐插點時，李松田夫婦倆人觀察到西式餐點的商機，興起了開發台式口味的漢堡、三明治當早餐販賣的念頭，進一步創立「美而美漢堡店」，這正是今早安美芝城的前身。
1989年：在李松田夫婦倆人的用心經營下，加上獨特的產品口味，早餐店生意越來越好，許多親戚朋友也紛紛加入，便慢慢奠定了今天「美芝城」加盟連鎖體系的基礎。原先只是抱持著協助親戚朋友開店賺錢的想法，沒想到後來規模日漸擴大，已經無法親自準備原物料，為了掌握品質的安全衛生與擴展效益，正式成立「美而美食品廠」。
1995年：當時候台灣大街小巷中充滿許多名為美而美或美又美的早餐店，且無人登記商標。由於品牌名稱十分相近且類似，為了做出品牌區隔，總經理李松田和與副總經理陳怡君遂將其品牌改名為美芝城，因此在早餐店面上加上早安兩個字，即為「早安美芝城」。
2004年：最初早安美芝城的招牌為全橘色，招牌除了原本的橘色元素之外，在中間區域加入白底。
2008年：早安美芝城招牌再度更改成紅白色調。
2009年：榮獲第十屆台北國際連鎖加盟大展「十大最夯連鎖品牌獎」、榮獲第八屆台灣連鎖加盟大展-台中展「十大最夯連鎖品牌」。因招商誇大，有廣告不實之虞，遭人檢舉。行政院公平交易委員會寄發處分書。
2010年：第一屆「30雜誌-30世代消費品牌大調查」外食早餐實際買品牌評比名列前矛、榮獲第十一屆台北國際連鎖加盟大展「十大傑出品牌」、榮獲第七屆高雄國際連鎖加盟大展「十大傑出品牌」。
2011年：榮獲第二屆「30雜誌-30世代消費品牌大調查」中，連鎖早餐企業實際購買品牌名列前矛、第四代加盟體系「新活力系列」推出。
2012年：榮獲第三屆「30雜誌-30世代消費品牌大調查」中，連鎖早餐企業實際購買品牌名列前矛、成立「財團法人美芝城文化基金會」，投入社會公益關懷弱勢。
2013年：與伊甸基金會合作，共同為發展遲緩兒愛心募款、經濟日報系列報導早安美芝城創始起源、加盟主創業故事。
2014年：與潮流手錶品牌G-SHOCK合作舉辦集點抽錶活動、拍攝「讓夢想 早點開始」系列訪談影片、全面啟動店觀升級轉型計畫、美芝城文化基金會與家扶基金會合作，提供弱勢族群就業機會、網路溫度計調查「全台最夯早餐店」網路人氣排行第三名。
2015年：榮獲第十六屆台北國際連鎖加盟大展「十大傑出品牌」、榮獲第十二屆高雄國際連鎖加盟大展「十大傑出品牌」。
2016年：早安美芝城為台灣第三大的連鎖早餐店，參加海峽兩岸美食文化交流論壇，榮獲年度優質餐飲連鎖品牌金獎、行動餐車送愛到偏鄉，為孩童募集書籍現做餐點，傳承希望與關懷、與蠟筆小新動畫電影跨界合作《爆睡!夢世界大作戰》。
2016年：網路溫度計調查「口碑最佳五大早餐店」唯一上榜之連鎖加盟早餐品牌。
2017年：劉國滄建築師及他的團隊打開聯合為早安美芝城打造形象概念店，該形象概念店座落在台南中西區南門路上，孔廟文創園區旁。店觀風格以木質紋路為主，以紅底為背景。並持續研發新品上市，全台灣約有1400家分店[15]。

## 圖集

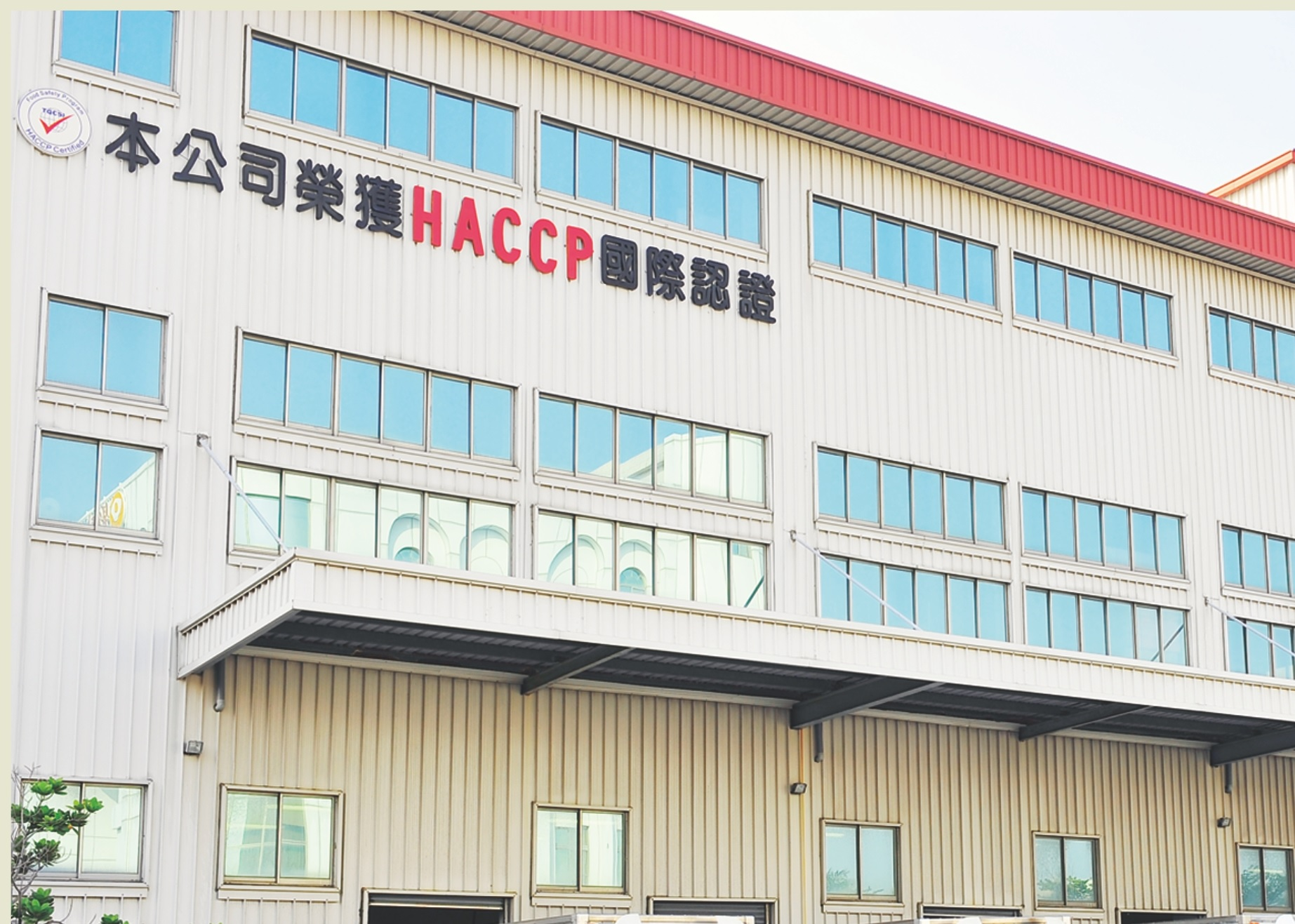
早安美芝城中央工廠
早安美芝城第一間概念店-南門店
早安美芝城南門店店型
早安美芝城南門店招牌
概念店店內設計
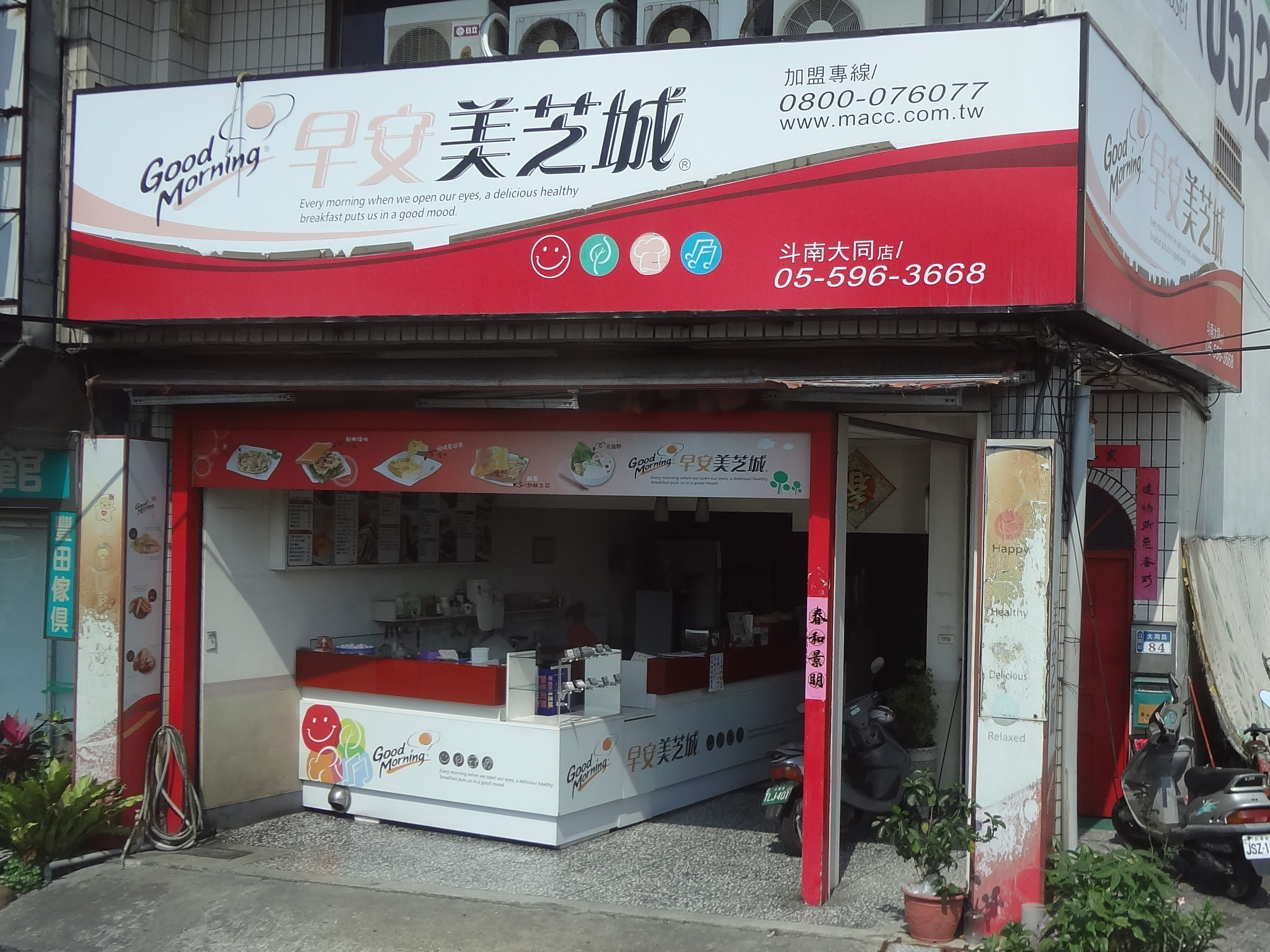
早安美芝城第二代店型
早安美芝城第一代店型

## 外部連結
- 早安美芝城官網 （页面存档备份，存于）